# Finlandia-hiihto

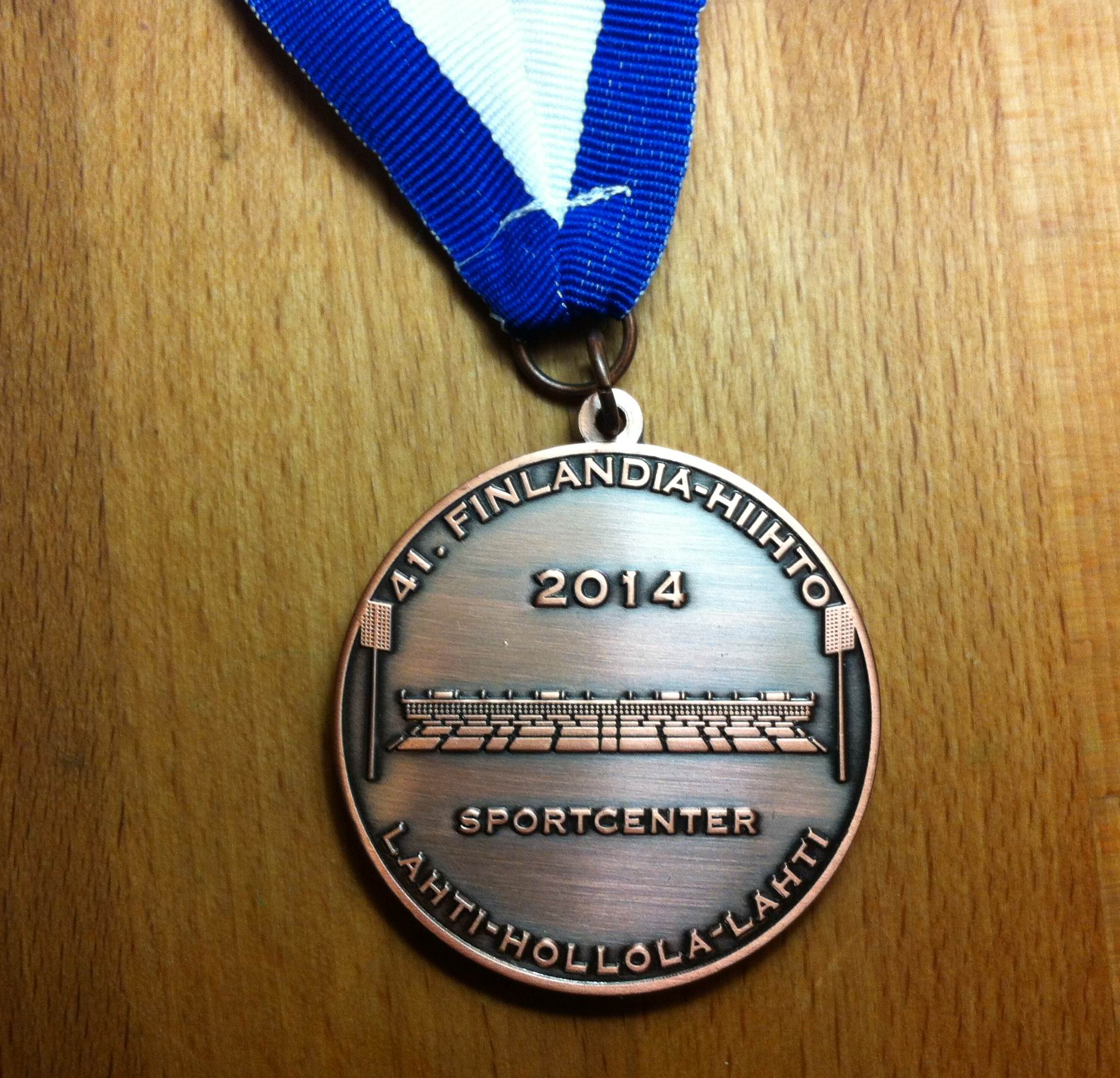
Медаль участника Finlandia-hiihto 2014

Finlandia-hiihto (фин., швед. Finlandialoppet) — крупнейший ежегодный лыжный марафон в Финляндии, проводится по маршруту Лахти — Холлола — Лахти классическим и свободным стилем. Член международной федерации Worldloppet. Обладатель рекорда Книги рекордов Гиннесса по количеству участников.
Организаторами марафона выступают Лыжное общество Лахти (Lahden Hiihtoseura) (фин.) и Спортсмены Холлола-46 (Hollolan urheilijat-46) (фин.).
Как правило, Россия занимает второе место по количеству участников после самой Финляндии.
На сегодняшний день (2015 год) дистанции Finlandia-hiihto составляют:
- Классическим стилем: 50 км и 32 км;
- Свободным стилем: 50 км, 20 км и 20 км для юниоров.

Логотип марафона — медвежонок на лыжах. На первых гонках было мало участников из центральной Европы, так как Финляндия считалась экзотической страной и европейцы всерьез опасались белых медведей. Поняв эту ситуацию, организаторы добавили страховку от нападений медведя, а эта история послужила темой для создания логотипа.

## История[4]
- в 1973 году марафон был основан Risto Rytökoski, но провести его в тот год не удалось из-за отсутствия снега.
- первый марафон проведён в 1974 году. Маршрут проходил из Хямеенлинны в Лахти на 75-километровой дистанции. В первом Finlandia-hiihto приняли участие более 1000 спортсменов-лыжников.
- в 1975, а также в дальнейшем в 1977, 1989, 1990, 1995, 1998, 2000, 2002, 2007, 2008, 2014 годах, маршрут гонки менялся и сокращался из-за погодных условий[5].
- с 1978 года Finlandia-hiihto является членом организации международных лыжных марафонов Worldloppet.
- в 1981 году гонку впервые выиграл иностранец — швед Матти Куоску
- в 1982 году в марафоне принял участие принц Японии Томохито
- В 1984 Finlandia-hiihto провела крупнейшие в мире массовые международные лыжные соревнования, в которых приняло участие 13 226 лыжников.
- в 1985 году лидеры впервые побежали гонку коньковым стилем и разбили лыжню всем остальным участникам. По этой причине в следующем году (1986) количество участников сократилось — мало кто хотел ехать классическим стилем по «целине»[6]. Коньковый и классический стили одновременно были разрешены до 1988 года, затем гонка стала только классической до 2006 года, а затем опять стала проводиться и классическим, и коньковым стилем, но в разные дни.
- с 2001 из-за частых корректировок маршрута в связи с нехваткой снега Finlandia-hiihto стали проводить по маршруту Лахти — Холлола — Лахти.
- в 2009 впервые в Finlandia-hiihto был организован маршрут 20 км свободным ходом для женщин и молодежи младше 16 лет.
- в 2020 впервые с основания марафон отменен из-за отсутствия снега.
- в 2021 марафон отменен из-за ковида, забег предлагалось проводить в заочном формате
- в 2022 марафон перенесён на неделю из-за запрета властей в связи с продолжающейся пандемией ковида